# Herzog (Rapper)
Herzog (* 14. August 1985 in Berlin als Oliver Herzog) ist ein deutscher Rapper. Er erreichte mit seinem zweiten Album Eine drogenlose Frechheit (2014) Platz 8, mit seinem dritten Album Vollbluthustler (2016) Platz 4 und mit den Alben OG mit Herz (2019) und Herzi (2021) jeweils Platz 2 der deutschen Musikcharts. Er ist außerdem Gründer des Berliner Independent-Labels BombenProdukt (unter anderem 86kiloherz, PTK, Sadi Gent, Dr. Surabi, Varak und Tayler).

## Leben
Herzog wuchs unter anderem in Berlin-Kreuzberg auf. Herzog verkaufte nach eigenen Angaben jahrelang im großen Stil Cannabis und wandte sich dann der Rapmusik zu. Wegen des illegalen Verkaufs von Cannabis wurde er nach eigenen Angaben zu 6 Monaten Gefängnis, ausgesetzt zu einer Bewährungsstrafe von 2 Jahren, verurteilt.
2008 veröffentlichte Herzog das Mixtape Corner Hustle in Eigenregie und verschaffte sich damit erstmals im Berliner Untergrund Gehör. Herzog gehört der Rapcrew Vollbluthustler an, die neben ihm aus 86kiloherz, Dr. Surabi, Varak und S.Monsta besteht. 2011 erschien Herzogs Debütalbum Ein Herz für Drogen auf dem von ihm gegründeten Label BombenProdukt. 2014 folgte das Album Eine drogenlose Frechheit, das sich auf Platz 8 der deutschen Albumcharts platzierte. In Österreich erreichte es Platz 40 der Charts. Insgesamt erschienen sechs Musikvideos zu dem Album. Durch einen Rechtsstreit mit dem Axel-Springer-Verlag im Jahr 2015 bezüglich Herzogs Debütalbum „Ein Herz für Drogen“ folgte das Re-Release im selben Jahr unter dem Namen EHFD. 2016 folgte das dritte Soloalbum Vollbluthustler, das sich auf Platz 4 der deutschen Albumcharts platzierte, in Österreich erreichte es Platz 16 der Charts und in der Schweiz Platz 67. Nach einer kurzen Auszeit erfolgte mit OG mit Herz 2019 ein Comeback, das Platz 2 in den deutschen Albumcharts erreichte. 2021 folgte das Album „Herzi“, das ebenfalls auf Platz 2 der deutschen Albumcharts landen konnte. 2024 brachte Herzog sein 6. Solo-Album „Durch meine Venen“ heraus. Damit erreichte er Platz 11 in den deutschen Albumcharts, sowie zum zweiten Mal Platz 1 in den deutschen Hiphop Charts (nach „OG mit Herz“ 2019).
Neben eigenen Veröffentlichungen erschienen über BombenProdukt auch Alben und EPs von unter anderem PTK, Sadi Gent, Dr. Surabi und Tayler mit Gastbeiträgen von Herzog. Ebenso erschien dort das Vollbluthustler Crewalbum LMADP, das Mixtape Vollbluthustler & Connecte sowie der Toursampler Auf Chemie und Natour und die BombenProdukt EP mit seinen Labelkünstlern.
Seine Texte handeln vor allem vom Drogenkonsum und den damit einhergehenden Problematiken und Konsequenzen. Er vertritt einen hedonistischen Lifestyle, behandelt aber auch Themen gesellschaftskritischer Natur. Sein Rapstil ist trotz der textlichen Beschränkung technisch gehalten. Herzog verwendet verschiedene Reim- und Raptechniken wie Doubletime und lange Reimketten. Seine Stimme ist rauchig und rau betont.

## Diskografie

### Soloalben
- 2008: Corner Hustle (Mixtape, Eigenproduktion)
- 2011: Ein Herz für Drogen (BombenProdukt) {indiziert}
- 2014: Eine drogenlose Frechheit (BombenProdukt)
- 2015: EHFD (Re-Release vom Album 2011) (BombenProdukt)
- 2016: Vollbluthustler (BombenProdukt)
- 2019: OG mit Herz (BombenProdukt)
- 2021: Herzi (BombenProdukt)
- 2024: Durch meine Venen (BombenProdukt)

### Mit Vollbluthustler
- 2009: LMADP – Leben mal auf Drogen planen (BombenProdukt)
- 2010: Vollbluthustler & Connecte (BombenProdukt)

### Mit BombenProdukt
- 2014: Auf Chemie und Natour (BombenProdukt)
- 2019: BombenProdukt EP (BombenProdukt)

### Compilations
- 2020: Herzog's Outdoor Season 1 (BombenProdukt)

### Gastauftritte
- 2009: Mach ma schnell auf Ein Herz aus Chrom von Skinny Al & Kontra K (feat. Fatal & Dr. Surabi)
- 2010: In all den Jahren auf Keine heile Welt von PTK
- 2010: Bleib klar auf Dobermann von Kontra K
- 2010: Triff deine Wahl auf Trife Life von Cone Gorilla
- 2011: Wo lang auf Toxischer Beton von Fatal (feat. Varak)
- 2011: Keine Skrupel auf MILF von King Orgasmus One (feat. Varak)
- 2011: Spermagesicht auf MILF von King Orgasmus One (feat. Tayler)
- 2011: Untergrund Hustle auf Reanimation von TAKS (feat. Varak)
- 2012: Opium fürs Ohr auf Selbst ist der Mann von Skinny Al
- 2012: Bermuda Dreieck auf Orgi Pörnchen 6 von King Orgasmus One (feat. PTK & Mosh36)
- 2012: Wir bleiben high auf Abgrund von Acaz
- 2012: ULF Kiffersong auf Moshroom von Mosh36 (feat. Bonez MC, Jom361, Nockout, MC Bogy, Sa4, Orgi69, AchtVier, Tarek K.I.Z)
- 2012: Das Produkt ist immer Bombe auf Orgi Pörnchen 7 von Orgi69 (feat. Sadi Gent & PTK)
- 2013: Wir leben auf Typisch deutsch von PTK
- 2013: Überdosis auf Audiocrack von Cone Gorilla (feat. Krijo Stalka)
- 2013: Lyrischer Drive-By und Surzog auf Gönn dir von Dr. Surabi
- 2013: Dummschwätzer auf Bis Dato von Sadi Gent
- 2013: Ich lebe Straßen Remixxx auf BZ von Mosh36 (feat. Papaz, Milonair, Hamad45, Diloman, Azer0, Olexesh & Fux)
- 2013: BombenProdukt Weihnachtscypher auf Weihnachten im Untergrund 3 von Distributionz (feat. Tayler, Sadi Gent, PTK und Dr. Surabi)
- 2014: Das Produkt auf Wohlstand von AchtVier
- 2014: Blokkhaus Allstars auf Blokkhaus von Blokkmonsta (feat. Gipsy, Skinny Al, Schwartz, Baba Saad, 4.9.0 Friedhof Chiller, Toni der Assi, Liquit Walker, Serk, Rako, Tamaș, 4.9.0 Strassen Spieler, Perverz, Prinz Pi, Greckoe, MC Bogy, Isar, Vero One, B-Lash, B-Tight, Manny Marc, Kontra K, DCVDNS, Dapharao, Crystal F, Capkekz, Sinan G, Ali As, Uzi, Vokalmatador, Smoky, Space Ghost Purp, Sicc, Schmaler Schatten, Jasha41, Basstard, Schlafwandler, Jayson, O.G.P, Rokko, Atillah, Jope & Helle)
- 2014: Tot sehen Remix auf Hoodrich von Said (feat. RAF Camora & Butch)
- 2014: Die Bomber der Nation auf Den Umständen widersprechend von PTK (feat. Sadi Gent & Tayler)
- 2015: Hoes, Dope & Yayo auf Geisterfahrer von Tayler
- 2015: Meese auf Mintgold von Sadi Gent (feat. PTK)
- 2015: Die Letzten ihrer Art – Remix auf Vom Alk zum Hulk von Silla (feat. Lakmann, BOZ, Crackaveli, Said, Basstard, Amar, Relaxses 361, Silla, RAF Camora, MoTrip, Joka, King Orgasmus One, B-Tight, Blokkmonsta)
- 2015: Reich mir deine Hand auf Mit dem Teufel im Nacken von Cone Gorilla (feat. Lew)
- 2016: BP Militär auf Stoffwechsel von Tayler (feat. Said, PTK & Sadi Gent)
- 2016: Ohne Witz auf 50/50 von AchtVier & Said
- 2017: Medizin im Paper auf Kushhunter von Plusmacher
- 2017: Deutschland wird high auf Horner Corner von TaiMO
- 2017: Mazar auf Kette um mein Neck von DOP (feat. Tayler)
- 2017: Hamsterrad auf Ungerächte Welt von PTK (feat. Sadi Gent)
- 2017: Straßengesetz auf Yayo Tape II von Baba Saad (feat. PTK)
- 2018: Weißer Nebel auf Endstation von Krijo Stalka
- 2018: Cannabis Connoisseur auf Weedman Begins von King Keil (feat. B-Real von Cypress Hill)
- 2019: 2 in Ekstase von Addikt (102 Boys)
- 2019: Auf der Hut 2 auf Diddy von AchtVier (feat. Mosh36)
- 2020: Blubbi von AchtVier
- 2021: Zeit für den Bang auf Persona Non Grata von Asek (feat. Ruffkidd, Rokko Weissensee, Jolez Bo, Mafiere, ABLA, Metropolä, Megaloh, 1nheit, Rever, Chefkoch, Twizzy, Punch Arogunz, Gitta Spitta, Gozpel, Blend, Nasip & Doem)
- 2023: Alles Kelly von Said
- 2023: HT BP von Blokkmonsta
- 2023: Alles muss versteckt sein auf Plant Based von Tayler
- 2024: Gib mir mal das Koks auf Frisch aus dem Ofen III von Herr Kuchen